# Windsor Carrier
Windsor Carrier – transporter opancerzony konstrukcji brytyjskiej (kanadyjskiej) z okresu II wojny światowej.

## Historia
W trakcie II wojny światowej produkcja transportera opancerzonego Universal Carrier prowadzona była także w Kanadzie. W 1943, kiedy osiągnęła ona odpowiednią wielkość, przystąpiono do prób wyeliminowania jego wad. Chodziło tu o niewystarczającą moc jednostkową, małą wytrzymałość tylnego mostu, szybkie zużywanie się tylnego koła jezdnego i zbyt łatwe zrzucanie gąsienic. Konstruktorzy z zakładów Ford Motor Co. of Canada w krótkim czasie opracowali projekt nowego transportera znanego początkowo jako Campbell Carrier, a następnie jako Windsor Carrier. Pojazd miał, w porównaniu z poprzednikiem, większy (dłuższy) kadłub, co pociągało za sobą konieczność dodania jednego koła jezdnego z każdej strony, wzmocniony silnik i ulepszony system kierowania.
Produkcja seryjna ruszyła na początku 1944. Do kwietnia 1945 wyprodukowano 5000 transporterów.

## Służba
Transporter opancerzony Windsor Carrier występował w pododdziałach piechoty w następujących rolach:
- w artylerii przeciwpancernej – jako ciągnik armat kal. 57 mm i jako transporter amunicji.
- w oddziałach wsparcia – jako wóz dowódcy plutonu moździerzy, jako wóz zastępcy dowódcy i jako transporter moździerza kal. 101,6 mm.

Do wojsk nowe pojazdy trafiały jesienią 1944 i na przełomie 1944/1945, dla wymiany części transporterów Universal i Loyd lub ich uzupełnienia. Na europejskim teatrze działań wojennych trafiały głównie do oddziałów 21 Grupy Armii, w tym do batalionów piechoty 3 Brygady Strzelców polskiej 1 Dywizji Pancernej. Zostały użyte w ostatnich działaniach II wojny światowej, w walkach na terenie Holandii i Niemiec.